# Segmentation (sciences humaines)
Pour les articles homonymes, voir Segmentation.
La segmentation d'une population est le découpage de cette population en groupes homogènes et distincts par un critère significatif (pertinent, mesurable et accessible). Les éléments du sous-ensemble créé peuvent se substituer les uns aux autres.

## Enjeux de la segmentation d'une population
Une population brute est généralement trop diverse ou complexe pour être analysée en tant que telle et le risque est fort d'opérer une analyse générale et superficielle. Au contraire, la considération de l'existence de sous-populations dotées de caractéristiques propres enrichit l'analyse et conduit à la formulation d'une palette d'actions, répondant mieux aux attentes différenciées qui auront pu être détectées et prises en compte.
Au-delà d'une évidence de façade souvent réductrice voire triviale, la pratique de la segmentation met en relief de manière plus contrastée et plus mesurable le degré d'hétérogénéité existant (et parfois caché) entre sous-ensembles d'une population globale. Le tableau de l'existant qui s'en dégage est plus riche et mieux documenté pour repérer, qualifier et quantifier les opportunités pour une action possible.
Pour ce faire, les segments définis doivent être : « Homogènes » (individus aux comportements proches), « Accessibles » (individus pouvant être atteints par des actions spécifiques), « Pertinents » (segments susceptibles de générer des idées d'actions objectives, mesurables et efficaces).

## Application en sociologie
En sociologie, Les segments de population désignent toute forme de classification, de typologie, de partition d'un ensemble de population en sous-ensembles reposant sur une sélection obtenue par l'application d'un ou de plusieurs critères :
- critères de statut : sexe, âge, profession…
- critères d'appartenance : croyances, idéologies, culture, mode de pensée…
- critères de comportement : habitudes, notamment de consommation…

La classe sociale est l'exemple-type en sociologie d'une segmentation sociale.
Les enquêtes qualitatives ou quantitatives, sondages, recensements, études de terrains, monographies(etc.) permettent de collecter les données susceptibles de conduire à la répartition des individus d'une population en divers groupes.
L'utilité de la segmentation est d'établir :
- des analyses ou modèles descriptifs de la réalité sociale.

Ainsi les sociologues Pierre Bourdieu et Jean-Claude Passeron dans « Les Héritiers » montrent l'existence de sous-groupes différents face à la culture. Certains groupes - compte tenu de leur situation concrète notamment familiale - ne disposent pas qualitativement ni quantitativement du vocabulaire nécessaire à la fréquentation et à l'appropriation d'une culture dite « générale et classique », alors que d'autres se trouvent au moins prédisposés pour en tirer profit. Au bout du compte, la sélection opérée dans le cadre des examens, tests et autres mises à l'épreuve - qui reposent sur des critères culturels spécifiques - va privilégier ces derniers au détriment des autres.
- des analyses ou des modèles descriptifs mais aussi prédictifs de la réalité sociale.

Ainsi Michel Crozier dans « le phénomène bureaucratique » met en évidence le « jeu des acteurs ». Il présente une situation d'atelier où le personnel (la population principale) est en fait subdivisé en sous-ensembles cohérents qui entretiennent des relations conflictuelles dont la cause ne peut être identifiée et combattue si n'est pas perçue l'existence, la composition et la tactique menée de façon consciente ou inconsciente par les différentes parties.

## La segmentation des marchés financiers
Les marchés financiers (bourses) découpent volontiers leurs activités en plusieurs « sous groupe de marchés » appelés segments. Ces segments sont soumis à une règle de gestion indépendante du marché.
Souvent le segment se définit par le groupe d'instruments financiers qui le compose. Par exemple le segment regroupant toutes les actions sur les nouvelles technologies ou toutes les actions russes sur le marché anglais LSE, etc.
Les règles qui régissent ce segment sont indépendantes des règles du marché au sens global. Les règles traitent par exemple de contraintes horaires (la période de Trading peut différer d’un segment à l’autre au sein du même marché), de règles de Trading (on ne peut pas passer un ordre ayant un nominal supérieur à un certain montant), etc.
En tant que membre du marché, on peut choisir une licence de membre restreignant l'accès à seulement un ou plusieurs segments de ce marché